# 尖吻擬八角魚
尖吻擬八角魚為輻鰭魚綱鮋形目杜父魚亞目八角魚科的其中一種，為溫帶海水魚，分布於東太平洋阿拉斯加南部至美國加州南部海域，棲息深度0-163公尺，體長可達20公分，棲息在底層水域，生活習性不明，可作為觀賞魚。